# Wallabia bicolor
Wallabia bicolor é uma espécie de marsupial da família Macropodidae. É a única espécie descrita para o gênero Wallabia. Endêmica da Austrália.

## Reprodução
As fêmeas do Wallabia bicolor podem estar grávidas durante toda a sua vida adulta.
Estas fêmeas são a única espécie que consegue engravidar quando já se encontra grávida, porque os marsupiais — não só o Wallabia bicolor, como também o canguru, têm dois úteros, cada um com o seu ovário e colo do útero.
As hormonas que nutrem um feto em desenvolvimento são diferentes daquelas que normalmente permitem a implementação de um óvulo fertilizado após o acasalamento.
O ciclo começa quando uma fêmea acasala, imaginemos, em janeiro ou fevereiro. Já grávida do ano anterior, dá à luz um ou dois dias depois, e esse bebé vai para a famosa bolsa destes animais. O embrião recentemente fertilizado, conhecido como blastocisto e constituído por cerca de 80 a 100 células, permanece no útero, adormecido, numa fase chamada “diapausa embrionária”.